# Nico Gauer
Nico Gauer (* 9. April 1996) ist ein ehemaliger Liechtensteiner Skirennfahrer. Er gehörte der Nationalmannschaft an und war auf die schnellen Disziplinen Abfahrt und Super-G spezialisiert.

## Biografie
Nico Gauer stammt aus Balzers in Liechtenstein und startet für seinen Heimatclub. Mit dem Skifahren begann er im Alter von zwei Jahren, seine ersten Rennen bestritt er mit sieben Jahren. Sein internationales Debüt gab er am 24. November 2011 im Kaunertal. Zwei Jahre später nahm er erstmals an Alpinen Skiweltmeisterschaften teil. Jedoch schied er bereits im Qualifikationsrennen für den Riesenslalom aus. Bei den Alpinen Ski-Juniorenweltmeisterschaften im slowakischen Jasná belegte er den 55. Platz im Riesenslalom. In den folgenden Jahren trat Gauer hauptsächlich bei FIS-, Citizen- und Juniorenrennen an.
Am 7. März 2020 gab Gauer bei der Abfahrt von Kvitfjell sein Weltcupdebüt, wobei er zu Sturz kam und als letzter mit über 11 Sekunden Rückstand im Klassement aufschien. In der Europacupsaison 2021/22 gelang es Gauer, sich im Europacup zu etablieren, wobei hier Rang 4 seine beste Platzierung war. Seine ersten Weltcuppunkte holte Gauer am 5. März 2023 im Super-G von Aspen, als er mit der Startnummer 53 völlig überraschend auf den sechsten Platz fuhr.
Am 8. Dezember 2024 wurde Gauer beim Super-G von Beaver Creek von der FIS mit einer Geldstrafe belegt, nachdem er das Rennen trotz eines Torfehlers fortgesetzt hatte.
Sein letztes Rennen bestritt er am 9. Februar 2025 bei der Abfahrt im Rahmen der alpinen Ski-WM in Saalbach-Hinterglemm.

## Erfolge

### Weltmeisterschaften
- Schladming 2013: DNQ Riesenslalom
- Courchevel 2023: 32. Super-G, DNF Abfahrt
- Saalbach-Hinterglemm 2025: 40. Abfahrt

### Weltcup
- 1 Platzierung unter den besten zehn

### Weltcupwertungen
| Saison  | Gesamt | Gesamt | Super-G | Super-G |
| Saison  | Platz  | Punkte | Platz   | Punkte  |
| ------- | ------ | ------ | ------- | ------- |
| 2022/23 | 105.   | 40     | 35.     | 40      |

### Europacup
- 5 Platzierungen unter den besten zehn

### Juniorenweltmeisterschaften
- Jasná 2014: 55. Riesenslalom

### Europäisches Olympisches Jugend-Winterfestival
- Brașov 2013: 36. Riesenslalom

### Weitere Erfolge
- 2 Podestplätze in FIS-Rennen